# Административно деление на Централноафриканската република
Централноафриканската република се поделя на 14 административни и 2 икономически префектури. Столицата на страната - град Банги е обособена в отделна административна единица – автономна комуна. Префектурите са разделени на общо 71 подпрефектури.
Административните префектури са:
| - Баминги-Бангоран - Бас-Кото - От-Кото - От-Мбому - Кемо - Лобайе - Мамбере-Кадеи | - Мбому - Нана-Мамбере - Омбела-Мпоко - Уака - Уам - Уам-Пенде - Вакага |

Икономическите префектури са Нана-Гребизи и Санга-Мбаере.